# Julian Olpiński
Julian Olpiński herbu Nałęcz (ur. 26 października 1847 w Trembowli, zm. 23 kwietnia 1908 tamże) – doktor medycyny, polityk demokratyczny, burmistrz Trembowli, poseł na galicyjski Sejm Krajowy i do austriackiej Rady Państwa

## Życiorys
Uczył się w gimnazjum Franciszka Józefa we Lwowie i gimnazjum w Tarnopolu, gdzie uzyskał maturę. W latach 1869–1876 studiował medycynę na Uniwersytecie Jagiellońskim, gdzie uzyskał tytuł doktora. Od 1877 prowadził gabinet lekarski w Trembowli, oraz był lekarzem kolejowym. Publikował artykuły na tematy medyczne w "Przeglądzie Lekarskim". Jeszcze jako student medycyny ogłosił pracę Sprawozdanie, wykaz statystyczny i spostrzeżenia przypadków otyjatrycznych w klinice ruchomej chirurgicznej krakowskiej, leczonych odr. 1861-1873. Było to niezwykle wnikliwe opracowanie z Ambulatorium Kliniki Chirurgicznej UJ prowadzonej wówczas przez Antoniego Bryka obejmujące bogaty materiał obejmujący 256 przypadków. W 1875 opracował projekt wziernika usznego własnego projektu. W 1881 odbył służbę wojskową jako lekarz 71 batalionu Obrony Krajowej. Członek Krakowskiego Towarzystwa Lekarskiego.
Był także znanym kolekcjonerem monet – część swoich zbiorów ofiarował w 1897 Akademii Umiejętności w Krakowie.
Politycznie związany z polskimi demokratami. W latach 1882–1908 burmistrz Trembowli. Członek Rady Powiatu (1877-1908) i członek (1879-1896) i wiceprezes (1896-1897) Wydziału Powiatowego w Trembowli. Poseł do Sejmu Krajowego Galicji VI kadencji (10 października 1889 - 17 lutego 1894) i VII kadencji (28 grudnia 1895 - 9 lipca 1901), wybierany w IV kurii (gmin wiejskich) z okręgu wyborczego nr 40 Trembowla. W Sejmie był sekretarzem komisji sanitarnej. Był także posłem austriackiej Rady Państwa IX kadencji (27 marca 1897 - 7 września 1900), wybranym w kurii IV (gmin wiejskich) z okręgu wyborczego nr 26 (Trembowla-Grzymałów-Husiatyn-Kopyczyńce). W parlamencie należał do frakcji posłów demokratycznych Koła Polskiego.

### Prace Juliana Olpińskiego
- Sprawozdanie z biblioteki uczniów wydziału lekarskiego uniwersytetu Jagiellońskiego, Kraków, 1874.
- Sprawozdanie, wykaz statystyczny i spostrzeżenia przypadków otyjatrycznych w klinice ruchomej chirurgicznej krakowskiej, leczonych odr. 1861-1873, część 1 "Przegląd Lekarski" nr 6 z 6 lutego 1875, s. 49-51 Jagiellońska Biblioteka Cyfrowa - wersja elektroniczna
- Sprawozdanie, wykaz statystyczny i spostrzeżenia przypadków otyjatrycznych w klinice ruchomej chirurgicznej krakowskiej, leczonych odr. 1861-1873, część 2 "Przegląd Lekarski" nr 7 z 13 lutego 1875, s. 57-62 Jagiellońska Biblioteka Cyfrowa - wersja elektroniczna
- Sprawozdanie, wykaz statystyczny i spostrzeżenia przypadków otyjatrycznych w klinice ruchomej chirurgicznej krakowskiej, leczonych odr. 1861-1873, część 3 "Przegląd Lekarski" nr 8 z 20 lutego 1875, s. 69-71 Jagiellońska Biblioteka Cyfrowa - wersja elektroniczna
- Sprawozdanie, wykaz statystyczny i spostrzeżenia przypadków otyjatrycznych w klinice ruchomej chirurgicznej krakowskiej, leczonych odr. 1861-1873, część 4 "Przegląd Lekarski" nr 9 z 27 lutego 1875, s. 79-82 Jagiellońska Biblioteka Cyfrowa - wersja elektroniczna
- O zdroju siarczanym w Konopkówce, "Podolanin", czasopismo wychodzące w Tarnopolu, 1878, Nr. 15-20
- Zbiór ustaw i rozporządzeń zdrowotnych obowiązujących w Król. Galicyi i Lodomeryi z W. Ks. Krakowskim T. 1 i 2, Tarnopol 1880-1881, POLONA - wersja cyfrowa
- Treściwe opisanie chorób zaraźliwych zwierząt domowych tudzież oględziny bydła i mięsa, wraz z policyą targową tyczącą bydła, Kraków, 1881,

## Wyróżnienia
Był honorowym obywatelem Trembowli.

## Rodzina
Był synem poczmistrza w Trembowli Juliana Olpińskiego (1806-1861) i Zuzanny z Sabałowiczów. Ożenił się w 1874 Bronisławą z Derpowskich (1849-1906), mieli córkę i dwóch synów (jeden zmarł we wczesnym dzieciństwie).

## Literatura
- Stanisław Kośmiński, Słownik lekarzów polskich obejmujący oprócz krótkich życiorysów lekarzy polaków oraz cudzoziemców w Polsce osiadłych, dokładną bibliografią lekarską polską od czasów najdawniejszych aż do chwili obecnej, Warszawa 1883, s. 367